# Kinbergonuphis heterouncinata
Kinbergonuphis heterouncinata är en ringmaskart som först beskrevs av Hartmann-Schröder 1965.  Kinbergonuphis heterouncinata ingår i släktet Kinbergonuphis och familjen Onuphidae. Inga underarter finns listade i Catalogue of Life.